# Quiet storm

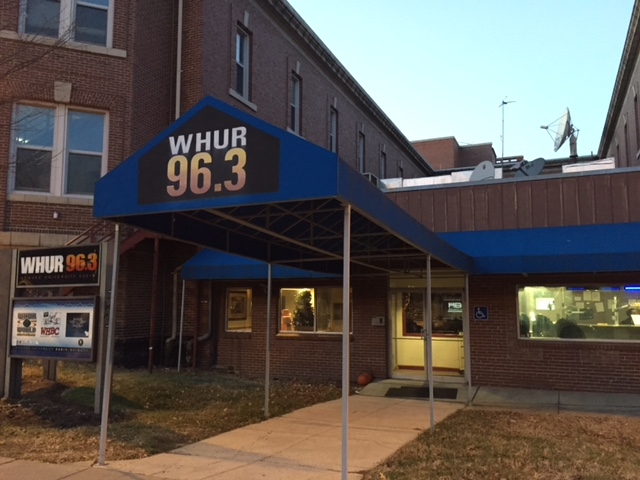
WHUR 96.3 située sur le campus de l'université Howard.

Le quiet storm est un genre de ballades de musique soul qui évoque généralement une atmosphère nocturne, suave et sexy, apparu au milieu des années 1970.

## Thématique
On doit la paternité de ce genre musical au chanteur-auteur-compositeur américain Smokey Robinson, qui a sorti en 1975 un morceau intitulé A Quiet Storm, extrait de son album du même nom. Celui-ci a donné son nom à une émission de radio (The Quiet Storm) diffusée la nuit sur une radio de Washington, WHUR, diffusant des morceaux du genre, puis logiquement au style musical lui-même. En s'occupant de la programmation de l'émission, Melvin Lindsey a défini le format quiet storm.
Cette émission, qui emprunta comme thème le morceau A Quiet Storm, fut un véritable succès, à tel point que quand les auditeurs entendaient la voix de Smokey Robinson jaillir de leurs enceintes, cela était perçu comme un soulagement bienvenu après toute une journée de travail. The Quiet Storm, c'était 4 heures de musique soul mélodique qui dégageaient une atmosphère intime et détendue, taillée sur-mesure pour une écoute de nuit, ce qui fut la raison de son succès fulgurant auprès d'un public adulte. Le format a été un succès immédiat, devenant si populaire qu'en quelques années, presque chaque radio aux États-Unis ciblant des auditeurs noirs et urbains, s'est dotée d'un programme similaire.
Melvin Lindsey mourut en 1992 du Sida, mais le format quiet storm dont il est à l'origine, reste, plus de 30 ans après son invention, un incontournable de la programmation radio. Le terme quiet storm s'applique plus généralement aux ballades lentes (slow jams) de soul et de R&B mais aussi au genre de smooth jazz que Lindsey diffusait sur WHUR. Englobant une multitude de genres musicaux afro-américains, le quiet storm se distingue par des rythmes et des tempos relaxants et sensuels. Cela peut être une musique qui détend et propice aux songes ou qui exprime des sentiments amoureux.
Le quiet storm est l'équivalent noir des formats blancs Soft rock et Adult contemporary. Le quiet storm est inévitablement et profondément ancré dans le R&B, et même souvent avec des extensions jazz. Le genre dégage une sophistication raffinée et des émotions tout en finesse.
Le créneau quiet storm est à l'origine du succès d'artistes comme Luther Vandross ou Anita Baker et a fait connaître le groupe britannique Sade et sa chanteuse au public américain. Parmi les enregistrements quiet storm considérés comme des classiques du genre, on peut citer Golden Time of The Day de Frankie Beverly et Maze, Let's Get It On de Marvin Gaye This Must be Love de Phil Collins, les orchestrations de la Soul de Philadelphie, les disques de Al Green, Bill Withers et Barry White mais aussi des travaux d'artistes jazz comme les albums du guitariste Wes Montgomery sur CTI Records ou ceux du saxophoniste jazz-funk Grover Washington, Jr. Dans les années 1980, le quiet storm était aussi la facette ballades de nombreux groupes de funk tels que Cameo, Gap Band ou Atlantic Starr (une compilation au nom assez antinomique, Funk Ballads, était d'ailleurs parue, regroupant ces morceaux hors contexte).
Cependant, le quiet storm est plus populaire quand il séduit la niche des baby boomers, c'est-à-dire du milieu des années 1970 au début des années 1990. 
Dès les années 1990, le R&B prend un tournant plus musclé et fortement imprégné de hip-hop, avec l'apparition du new jack swing, s'adressant avant tout à la classe populaire noire. 
Dans les années 2000-2020, même si le terme n'est plus vraiment usité, le genre survit à travers toute la génération de chanteurs de R'n'B masculins spécialisés dans les ballades, que l'on surnomme parfois lovers, à l'instar de Brian McKnight, Babyface, Keith Sweat, Joe ou Gerald Levert. Plus généralement, les ballades d'un grand nombre d'artistes de R'n'B actuel sont dans la continuité du quiet storm. Le quiet storm perdure aussi dans son côté instrumental chez de nombreux artistes de smooth jazz.
Depuis peu de temps, le chanteur R'n'B Keith Sweat, considéré comme l'un des plus fidèles héritiers de la génération de chanteurs quiet storm, anime aux États-Unis une émission consacrée au genre, intitulée The Keith Sweat Hotel.

## Quelques producteurs
Quincy Jones - Babyface - Kashif - Marcus Miller - Rod Temperton - George Duke - Tommy LiPuma - R. Kelly - Rex Rideout